# Kees Verkerk
Cornelis Arie Verkerk, plus connu sous le nom de Kees Verkerk, est un patineur de vitesse néerlandais né le 28 octobre 1942 à Maasdam. Il est notamment quatre fois médaillé olympique.

## Biographie
Pendant sa carrière, Kees Verkerk est quatre fois médaillé olympique : il surprend en s'adjugeant la médaille d'argent du 1 500 mètres en 1964, remporte l'or sur 1 500 et l'argent sur 5 000 mètres en 1968 et gagne l'argent sur 10 000 mètres en 1972. Il est également champion du monde toutes épreuves en 1966 et en 1967 et champion d'Europe en 1967. Il obtient le prix Oscar Mathisen, qui récompense le meilleur patineur de vitesse de l'année, en 1966 et 1967. Verkerk bat quatre records du monde entre 1967 et 1970. Après sa carrière, il gère son propre camping en Norvège.

## Records personnels
| Distance      | Temps        | Année |
| ------------- | ------------ | ----- |
| 500 mètres    | 39 s 9       | 1971  |
| 1 000 mètres  | 1 min 21 s 4 | 1971  |
| 1 500 mètres  | 1 min 58 s 9 | 1971  |
| 5 000 mètres  | 7 min 13 s 2 | 1969  |
| 10 000 mètres | 15 min 3 s 6 | 1969  |